# 阿淑尔乌巴里特一世
亚述乌巴里特一世（英語：Ashur-uballit I）是亚述帝国的一位国王，他在位时间为前1365年－前1330年，或前1353年－前1318年。亚述乌巴里特一世的统治时期恰逢米坦尼王国因篡位而动荡不安以致于被赫梯帝国打败，他带领亚述借此机会获得独立，并由此成为一个强有力的帝国。后来由于喀西特王朝的布尔那布瑞亚什二世的去世，巴比伦陷入混乱，亚述乌巴里特一世将库瑞噶尔祖二世推上巴比伦王位，由此开始了后来一系列的亚述干预巴比伦事务。

## 亚述的崛起
公元前14世纪时，米坦尼控制着亚述。大约前1350年，亚述乌巴里特一世登上亚述王位。当时的米坦尼王国由于国王遭暗杀，正陷入内战之中，亚述乌巴里特一世和赫梯国王一起趁机瓜分米坦尼。亚述从米坦尼吞并了位于亚述尔城以西和以北的肥沃农田，这些农田在接下来的700年中一直是亚述最重要的土地。

## 亚述地位的确立
19世纪末在埃及出土阿马尔奈文书记载了埃及与亚述、巴比伦和米坦尼间的外交信件。意识到自己地位的加强后，亚述乌巴里特一世派出使节前往埃及，意图建立外交关系。“我已派遣我的使节去拜望你和你的国家，”亚述乌巴里特一世在给埃及法老埃赫那顿的信中写道，“迄今为止我和你进行的交流是我的祖先们从未做到的。”亚述使节给法老带去了一辆战车、两匹白马和一枚青金石印章。虽然使节在埃及受到热情款待，但亚述乌巴里特一世还是在一份信中抱怨法老的回赠不够大方，还不够信使路上的费用，并理直气壮地要求法老送大量的黄金来，因为他要建新王宫，而“在埃及，黄金就像尘土一样”。
巴比伦国王则向法老抱怨亚述不该派使节去埃及：“现在，不是我派亚述人——我的臣子去你那里；他们自行其是。他们为什么去你国家？如果你还尊重我的话，别让他们在你那里得到任何东西！将他们两手空空的赶出去！”

## 干涉巴比伦王位
到了亚述乌巴里特一世统治末期，由于一系列同盟关系的变化。亚述的地位已经明显高于巴比伦。亚述乌巴里特一世曾经把一个女儿许配给巴比伦国王布尔那布瑞亚什二世，当他的外孙卡拉·哈尔达什（Kara-hardash）被篡位者从王位推翻后，亚述乌巴里特一世出兵干涉，由于卡拉·哈尔达什在混乱中已经被杀，亚述乌巴里特一世选定了库瑞噶尔祖二世继承王位。 
| 前任： 伊里巴阿达德一世 | 亚述国王 前1365年－前1330年 | 繼任： 恩利尔尼拉瑞 |